# Ambartawang
Ambartawang is een bestuurslaag in het regentschap Magelang van de provincie Midden-Java, Indonesië. Ambartawang telt 3542 inwoners (volkstelling 2010).